# Nance O'Neil
Nance O'Neil, también conocida como Nancy O'Neil (8 de octubre de 1874 – 7 de febrero de 1965), fue una actriz teatral y cinematográfica estadounidense, activa en la época del cine mudo y llamada la Sarah Bernhardt americana.

## Inicios
Su verdadero nombre era Gertrude Lamson y nació en Oakland, California, siendo sus padres George Lamson y Arre Findley. Cuando ella decidió hacerse actriz, su padre, un subastador muy religioso, la denunció en la iglesia por dedicarse al teatro, pidiendo a la congregación que rezara por ella.

## Carrera teatral[2]

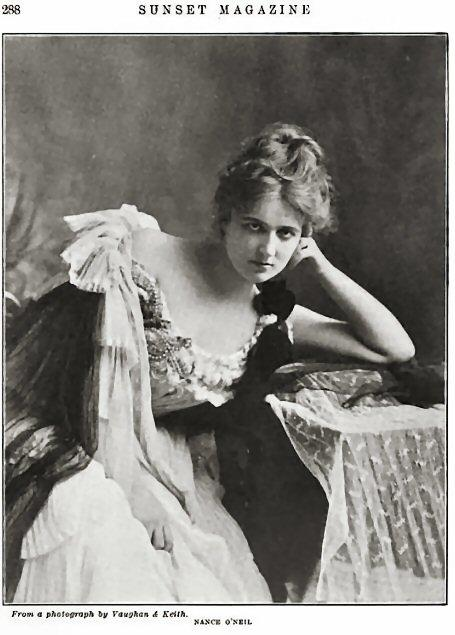
Sunset Magazine vol 6; mayo-octubre de 1903

En los inicios de su carrera teatral fue su mánager McKee Rankin, un actor y productor que hizo de ella una estrella en Australia y que supervisó su debut en Londres en 1902 con la obra Magda, describiéndose su actuación como "intensa, imperiosa y distinta". En su actuación encarnando al personaje del título en la adaptación de 1906 de Leah, the Forsaken, ella recreó el papel popularizado por la actriz italiana Adelaide Ristori. Sus actuaciones en Leah (adaptación de la pieza de Salomon Hermann Mosenthal Deborah) fueron muy alabadas por Fremont Older. Entre las numerosas piezas en las cuales trabajó tanto en los Estados Unidos como en Europa figuran Trilby, Camille, The Common Standard, The Wanderer, Macbeth, Agnes, Sappho, The Passion Flower y Hedda Gabler.
O'Neil actuó en Louisville, Kentucky, junto a actores de la talla de Wilton Lackaye, Edmund Breese, William Faversham, Tom Wise y Harriet E. MacGibbon. Trabajó en representaciones de Ned McCobb's Daughter, The Front Page y The Big Fight. Con la obra The Big Fight hizo una gira que la llevó a Boston, New Haven y Hartford. También actuó en piezas de Shakespeare e Ibsen en Boston a finales de los años 1920. Además, el 29 de noviembre de 1922 fue elegida para actuar en la noche inaugural del Columbia Theatre de Sharon. 
Como artista teatral, y durante un tiempo en los años 1900, O'Neil tuvo su propia compañía, en la cual Lionel Barrymore empezó a darse a conocer.

## Hollywood

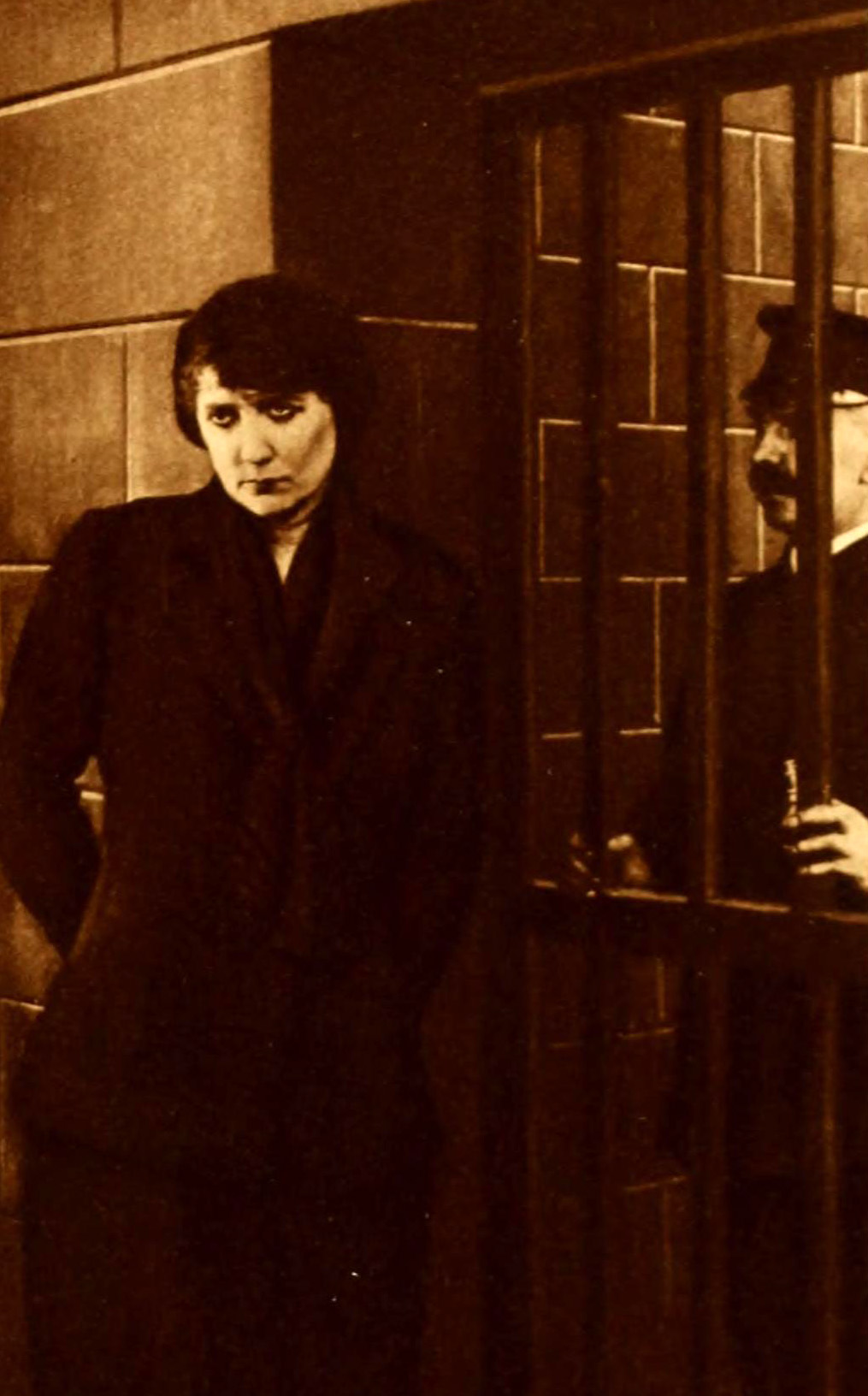
The Toilers (1916)

En Hollywood se inició rodando películas mudas como The Kreutzer Sonata (1915). Sin embargo, superó con éxito la transición al cine sonoro, actuando en filmes como Ladies of Leisure, Royal Bed, y The Rogue Song (todas de 1930), Cimarron y Transgression en 1931, y False Faces (1932), su última cinta.

## Relación con Lizzie Borden
En 1904 O'Neil conoció a Lizzie Borden, acusada de asesinato, en Boston. Ambas se hicieron buenas amigas, lo cual incitó un considerable trasiego de chismes.
O'Neil fue uno de los personajes del musical Lizzie Borden: A Musical Tragedy in Two Axe, y ella fue interpretada por Suellen Vance. La amistad de ambas mujeres se explora en la pieza de 2010 Nance O'Neil, de David Foley.
Otra obra relativa a la relación de O'Neil con Lizzie fue The Lights are Warm and Colored, escrita por William Norfolk. Ambientada en 1905, utiliza la amistad de Lizzie con O'Neil y otros intérpretes teatrales como vehículo de una obra dentro de otra obra.

## Matrimonio
En 1916 O'Neil se casó con Alfred Hickman, un actor cinematográfico de origen británico que previamente había estado casado con la también actriz Blanche Walsh. Él falleció en 1931. Hickman y O'Neil encarnaron a Nicolás II de Rusia y Alejandra Fiódorovna Románova en la película muda The Fall of the Romanovs (1917).

## Fallecimiento
O'Neil vivía en la residencia del Actors Fund of America en Englewood, falleciendo allí en 1965, a los 90 años de edad. Fue enterrada en el Cementerio Forest Lawn Memorial Park de Glendale, California.